# Phrygilus gayi
A Phrygilus gayi a madarak osztályának verébalakúak (Passeriformes) rendjébe és a tangarafélék (Thraupidae) családjába tartozó faj.

## Rendszerezése
A fajt Paul Gervais francia természettudós írta le 1834-ben, a Fringilla nembe Fringilla gayi néven.

## Alfajai
- Phrygilus gayi caniceps Burmeister, 1860
- Phrygilus gayi gayi (Gervais, 1834)
- Phrygilus gayi minor Philippi B. & Goodall, 1957[2]

## Előfordulása
Dél-Amerika déli részén, az Andok lejtőin és a síkságon, Argentína és Chile területén honos. Természetes élőhelyei a szubtrópusi és trópusi síkvidéki és magaslati cserjések, nedves és száraz környezetben. Vonuló faj.

## Megjelenése
Testhossza 17 centiméter.
|  |  |

## Természetvédelmi helyzete
Az elterjedési területe nagyon nagy, egyedszáma pedig stabil. A Természetvédelmi Világszövetség Vörös listáján nem fenyegetett fajként szerepel.